# Friedrich Wodiczka
Friedrich Wodiczka (* 1803 oder 1805 in Gleiwitz; † nach 1860) war ein deutscher Richter und Parlamentarier.

## Leben
Wodiczka studierte Rechtswissenschaften an der Universität Breslau. 1824 wurde er Mitglied des Corps Borussia Breslau. Nach dem Studium trat er in den preußischen Staatsdienst. 1826 wurde er Richter und 1828 Stadtrichter am Stadtgericht Bauerwitz und Katscher. Von 1851 bis 1861 war er Kreisgerichtsrat in Gleiwitz.
Wodiczka war Mitglied des Provinziallandtags der Provinz Schlesien, Mitglied des Vereinigten Landtags von 1847 und 1848 Mitglied Vereinigten Ständischen Ausschüsse für die Provinz Schlesien. In der ersten Wahlperiode von 1849 bis 1850 gehörte er als Abgeordneter für Kosel, Leobschütz, Neustadt und Ratibor der Ersten Kammer des Preußischen Landtags an. 1850 war er Mitglied des Volkshauses des Erfurter Unionsparlaments als Abgeordneter des 31. Wahlbezirks der Provinz Schlesien (Gleiwitz, Rybnik). Er gehörte der Fraktion Klemme an. Von 1852 bis 1855 saß er als Abgeordneter des Wahlkreises Oppeln 4 im Preußischen Abgeordnetenhaus und gehörte dort der Fraktion Carl an.

## Ehrungen
- Charakter als Justizrat
- Roter Adlerorden 4. Klasse